# Koudelka
Koudelka es un videojuego de rol con temática survival horror desarrollado por Sacnoth para la videoconsola PlayStation. El juego fue lanzado el 16 de diciembre de 1999, en Japón , 29 de junio de 2000, en América del Norte y 29 de septiembre de 2000, en Europa.

## Historia
Ambientada en el año 1898 en Gales, Gran Bretaña, el juego sigue los acontecimientos que rodearon al monasterio abandonado de Nemeton donde los tres protagonistas se ven envueltos en una enrevesada trama de hechizos y brujería.
El progreso en el juego avanza a un ritmo pausado y demanda el uso variado de objetos, junto con la ocasional resolución de acertijos de nivel moderado. La experiencia de juego implica el control de tres personajes principales, siendo la enigmática Koudelka la protagonista principal.

## Jugabilidad
Koudelka presenta una experiencia de juego única que fusiona elementos de los géneros de rol y survival horror. Ambientado en un entorno tridimensional con una perspectiva isométrica, los jugadores se sumergen en la exploración del Monasterio de Nemeton, donde enfrentan desafiantes enigmas y se enfrentan a criaturas en emocionantes combates por turnos.
El sistema de combate se destaca por su enfoque estratégico, donde tanto los personajes como los enemigos se desplazan por un tablero dividido en cuadrículas. Con la posibilidad de emplear armas físicas, habilidades mágicas y elementos, los personajes deben aprovechar su posición en el tablero para maximizar la efectividad de sus ataques.
Adicionalmente, el juego incorpora un sistema de desarrollo de personajes, permitiendo a los jugadores personalizar el crecimiento de sus héroes a medida que ganan experiencia. Esta característica brinda la oportunidad de seleccionar y mejorar atributos específicos, otorgando una mayor profundidad estratégica al juego.